# MAN TGM

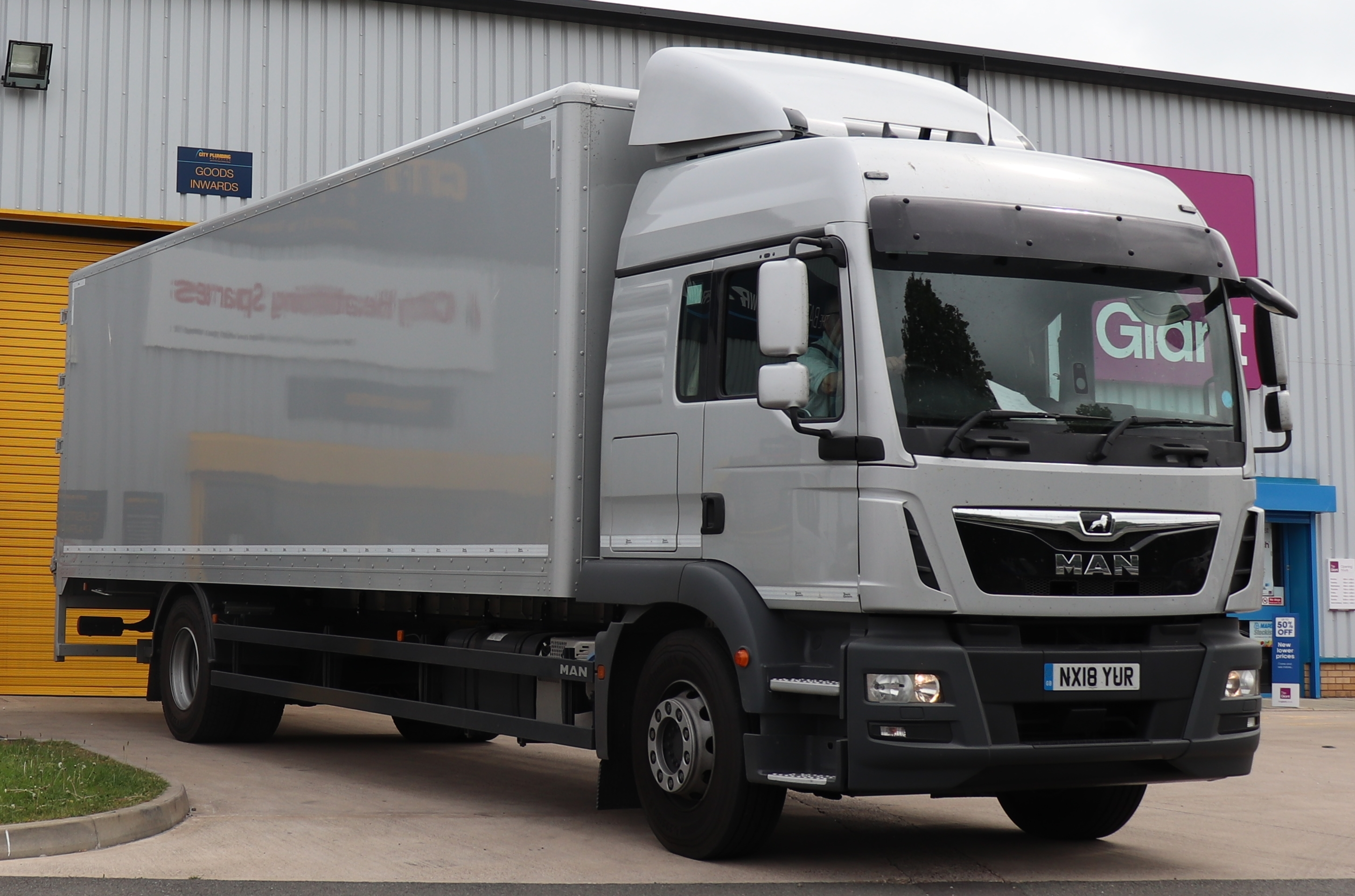

MAN TGM은 독일의 상용차 제작 회사인 만 (MAN)에서 출시한 5톤 중소형 화물차량이다. 섀시는 4*2 가 기본이고 5톤 카고로 나온다.
특장으로 탑차나 윙바디 등, 용도에 맞게 개조할 수 있다.
차량의 캐빈은 슬리퍼캡인 LX캡과 데이캡인 L캡으로 나뉘며, LX캡은 장거리, L캡은 중단거리에 적합하다.
마력은 290마력으로, 최대토크는 117kg.m이며, 6.8리터급 엔진을 탑재했다.
기어는 오토이며 전진 12단과 후진 2단 등 대형 및 트랙터에 들어가는 옵션과 동일하다. 전,후축의 서스펜션은 파라올릭리프 스프링 과 에어스프링 중 선택할 수 있으며, 캐빈의 서스펜션은 코일스프링이 채택되어 있다.
타이어는 295 타이어이며, 차량의 길이는 8.8미터급이며, 축간거리는 5775mm이다. 해당 차량은 3년 혹은 45만킬로미터까지 동력계통 보증이 들어간다.
안전장치로는 차선이탈방지 시스템인 LGS와 차량의 안정성을 제어해주는 시스템인 ESP, 그리고 충돌방지. 긴급제동시스템인 EBA 가 탑재되었다.
경쟁 차종으로는 타타대우의 노부스SE, 프리마가 있고, 현대 뉴 메가트럭, 볼보의 FL시리즈 (중소형 카고), 다임러 벤츠트럭의 아테고 등등의 차량이 있다.
만트럭의 차량 도어나 아래에 TGX 26.540 이라거나 TGM 12.290 등이 써있는데, 여기서 TGX와 TGM은 차량 시리즈이고, 26과 12는 차량의 섀시에 따른 번호이며, 540과 290은 차량의 마력수이다.